# 蓝队
蓝队（英語：Blue Team）指的是美国学界和政界中认为中华人民共和国的崛起将对美国国家利益造成最大危害的一批人。“蓝队”的名字来源于兵棋推演中的蓝队和红队。蓝队的成员包括了美国国会的许多议员、美国一些新保守主义智库成员和一些媒体，如《旗帜周刊》（The Weekly Standard)。蓝队的成员很少出现在美国国务院中。
蓝队的成员认为美国应该对中华人民共和国采取强硬的政策并全力支持台湾。他们认为比尔·克林顿和美国国务院的对华政策太过软弱绥靖。蓝队的成员包括许多美国共和党国会议员、新保守主义学者和记者。蓝队的成员和共和党的关系更为密切，但是却遭到支持发展中美关系的企业界保守派的反对。在诸如中国加入世界贸易组织等事情上，蓝队所持的立场更接近自由派的人权团体。
蓝队在1990年代的美国政坛非常具影响力，但是在911事件后日渐式微，美国人不再认为中国是主要的威胁。在2003年的美伊战争后蓝队的力量更加单薄，因为中国并没有像法国或俄罗斯那么强烈地反对美国出兵。值得注意的是在小布什于2003年宣布反对台湾举行公投后，蓝队并没有发出太多反对声音。
但2016年后，美國国内“中国威胁”的论调态势开始有所回升。